# 電子伏特
電子伏特（英語：electron volt），簡稱電子伏或一顆電子的帶電量，符号为eV，為能量單位。代表一帶電荷量為1.602 176 634 x 10−19庫侖的電子 在真空中通過 1 伏特電位差所產生的動能。電子伏与SI制的能量单位焦耳（J）的换算关系是：
1 eV =  1.602176634×10−19 J

## 電子伏特與其它物理量之間的關係
| Measurement | Unit  | SI value of unit        |
| ----------- | ----- | ----------------------- |
| 能量        | eV    | 1.602176634×10−19 J     |
| 質量        | eV/c2 | 1.78266192×10−36 kg     |
| 動量        | eV/c  | 5.34428599×10−28 kg·m/s |
| 溫度        | eV/kB | 1.160451812×104 K       |
| 時間        | ħ/eV  | 6.582119×10−16 s        |
| 距離        | ħc/eV | 1.97327×10−7 [m]        |

### 質量
愛因斯坦提出能量等價於質量，即著名的質能等效{\displaystyle E=mc^{2}}。在粒子物理的應用中，質量和能量常可互換，使用eV/c²或甚至直接使用eV作為質量的單位（後者的使用時機：把光速C設為不具單位的1）。
換算關係如下式：
{\displaystyle 1\;{\text{eV}}/c^{2}={\frac {(1.602\ 176\ 634\times 10^{-19}\;{\text{C}})\cdot 1\;{\text{V}}}{(2.99\ 792\ 458\times 10^{8}\;{\text{m}}/{\text{s}})^{2}}}=1.782\ 661\ 92\times 10^{-36}\;{\text{kg}}.}

舉例而言，一個電子及一個正子（電子的反粒子），都具有0.511 MeV/c2的質量，對撞湮滅後足以產生1.022 MeV的能量。而質子，一個標準的重子，具有0.938 GeV/c2的質量

### 温度
在某些領域，例如電漿物理學中，即可使用電子伏特及波茲曼常數來表達絕對溫度，即：
{\displaystyle {1 \over k_{\text{B}}}={1.602\ 176\ 634\times 10^{-19}{\text{ J/eV}} \over 1.380\ 649\times 10^{-23}{\text{ J/K}}}=11\ 604.518\ 12{\text{ K/eV}}.}
其中，kB 是波茲曼常數
；K是开尔文
；J是焦耳
然而，電子伏特與开尔文的量綱實際上並不相同，這種記法常用於粒子物理學等領域，僅僅是為了方便而已。

## 外部連結
- BIPM's definition of the electronvolt
- Conversion Calculator for Units of ENERGY
- physical constants reference; CODATA data （页面存档备份，存于）